# Smilisca manisorum
Smilisca manisorum is een kikker uit de familie boomkikkers (Hylidae) die voorkomt in Midden-Amerika.

## Taxonomie
Smilisca manisorum werd in 1954 beschreven aan de hand van een exemplaar uit Costa Rica als Hyla manisorum. Later werd het beschouwd als een synoniem van Smilisca baudinii. Bij een studie uit 2017 bleken onderzochte individuen uit het Caribische laagland af te wijken van de individuen van Smilisca baudinii in andere delen van het verspreidingsgebied en werd Smilisca manisorum opnieuw als zelfstandige soort aangemerkt.

## Verspreiding
Smilisca manisorum komt voor in de Caribische laaglanden van het noordoosten van Honduras via Nicaragua en Costa Rica tot het uiterste westen van Panama. Het voorkomen van de soort in Panama bij Las Tablas in de provincie Bocas del Toro werd in 2020 beschreven. Smilisca manisorum komt voor in regenwouden tot 540 meter boven zeeniveau.

## Kenmerken
Smilisca manisorum is groter dan Smilisca baudinii en heeft uitgebreidere vliezen aan de achterpoten. Mannelijke exemplaren zijn over het algemeen iets kleiner dan vrouwtjes met een kop-romplengte van respectievelijk 60 tot 67 mm en 63 tot 80 mm.